# Mary Katharine Brandegee
Katharine Brandegee (Tennessee, 28 d'octubre de 1844 - Berkeley, 3 d'abril de 1920) va ser una metgessa, curadora d'herbari de l'Acadèmia de les Ciències de Califòrnia, i destacada botànica estatunidenca.
Filla d'una família procedent de Missouri i Utah, abans de traslladar-se a una granja propera a Folsom, Califòrnia el 1853, el 1866 es va casar amb Hugh Curran, que va morir el 1874. Després de la mort del seu primer marit es va traslladar a San Francisco per estudiar medicina a la Universitat de Califòrnia, doctorant-se el 1878. A l'escola va estudiar botànica amb el doctor Hans Hermann Behr i va treballar amb Albert Kellogg, com a comissària de l'herbari de l'Acadèmia de les Ciències de Califòrnia càrrec que ocupà entre 1883 i 1893. Va començar a recol·lectar plantes el 1882, sovint viatjant per ferrocarril, i va herboritzar àmpliament a Califòrnia, i també a Nevada i Baixa Califòrnia. Després de la jubilació de Kellogg el 1883, va ser contractada com a curadora i va continuar la seva tasca botànica per tot l'estat, comvertint-se en una experta en la flora californiana. Fou cofundadora i editora de la revista Zoë, i va promoure la publicació del Butlletí de l'Acadèmia de Ciències de Califòrnia. El gènere Brandegea Cogn.
Es va casar amb Townshend Stith (T.S.) Brandegee, un company botànic, agrimensor, enginyer civil i col·leccionista de plantes, i plegats van passar la seva lluna de mel herboritzant des de San Diego a San Francisco. Es va fer amiga d'Alice Eastwood de Denver el 1891, i va assumir una reducció de les seves retribucions per tal que Eastwood pogués ser contractada com a conservadora de l'Herbarium el 1892. Eastwood va assumir el seu càrrec quan Brandegee va renunciar el 1894 perquè ella i Townshend poguessin mudar-se, a San Diego i dediquen el seu temps a l'estudi botànic.
A San Diego, la Brandegee va desenvolupar un ampli herbari, biblioteca botànica i jardí. Quan es van traslladar a Berkeley el 1906, van donar el seu herbari i biblioteca a la Universitat de Califòrnia, i tots dos es van oferir com a voluntaris a l'Herbarium de la Universitat.
Més de 100 espècies de l'oest nord-americà commemoren el nom de Brandegee. El seu nom anterior és commemorat per Lupinus layneae Eastw.